# Romanian Open 1993
Il Romanian Open 1993 è stato un torneo di tennis giocato sulla terra rossa di Bucarest in Romania. È stata la 1ª edizione del torneo, che fa parte della categoria World Series nell'ambito dell'ATP Tour 1993. il torneo si è giocato dal 13 al 19 settembre 1993.

## Campioni

### Singolare
Goran Ivanišević ha battuto in finale  Andrej Čerkasov con il punteggio di 6–2, 7–6(5)

### Doppio maschile
Menno Oosting / Libor Pimek hanno battuto in finale  George Cosac /  Ciprian Porumb con il punteggio di 7–6, 7–6